# Cylisticus pallidus
Cylisticus pallidus är en kräftdjursart som beskrevs av Karl Wilhelm Verhoeff 1928. Cylisticus pallidus ingår i släktet Cylisticus och familjen Cylisticidae. Inga underarter finns listade i Catalogue of Life.